# Lamborghini 350 GT
Lamborghini 350 GT — легковой автомобиль класса Gran Turismo, выпускавшийся итальянской компанией Lamborghini с 1964 по 1966 год. Это первый серийный автомобиль производства Lamborghini. Основой для модели 350 GT послужил концепт-кар Lamborghini 350 GTV. 350 GT оснащался 3,5-литровым двигателем V12, который устанавливался в 2-дверный кузов типа купе от компании Carrozzeria Touring Superleggera. 350 GT дебютировал на Женевском автосалоне в марте 1964 года, а производство началось в мае того же года. Успех этой модели обеспечил выживание компании, утвердив её в качестве жизнеспособного конкурента Ferrari.

## История

### Команда разработчиков
Конструкцию будущего автомобиля начал разрабатывать ведущий инженер компании Lamborghini Джотто Биззаррини. После испытаний прототипа двигателя в мае 1963 года он покинул компанию. В следующем месяце Ферруччо Ламборгини поручил инженеру Джан Паоло Далларе разработать серийную версию концепт-кара 350 GTV. В этом проекте Далларе помогали инженер Паоло Станцани и водитель-испытатель Боб Уоллес.
Джан Паоло Даллара и Паоло Станцани быстро поняли, что 350 GTV не подходит для массового производства. Поэтому они начали работать параллельно над двумя проектами. Во-первых, они приступили к упрощению двигателя 350 GTV и перепроектированию оригинального шасси от Джотто Биззаррини для дорожной эксплуатации. Во-вторых, они стали готовить 350 GTV к его дебюту на Туринском автосалоне в конце октября 1963 года, что по расчётам Ламборгини должно было подогреть интерес к будущему серийному 350 GT.

### Редизайн прототипа GTV

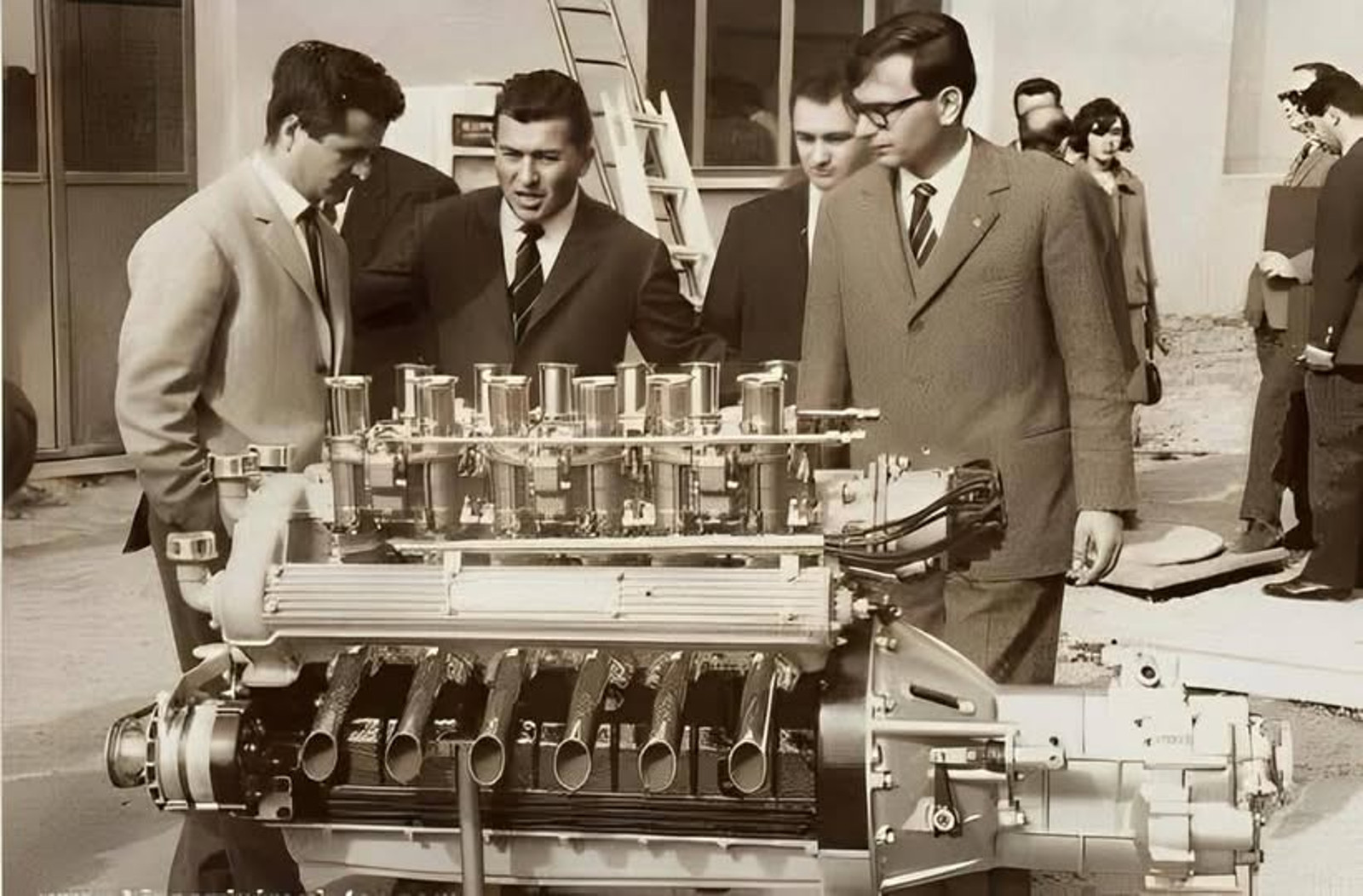
Слева направо: Джотто Биззаррини, Ферруччо Ламборгини и Джан Паоло Даллара в Сант-Агата-Болоньезе в 1963 году с прототипом двигателя Lamborghini V12.

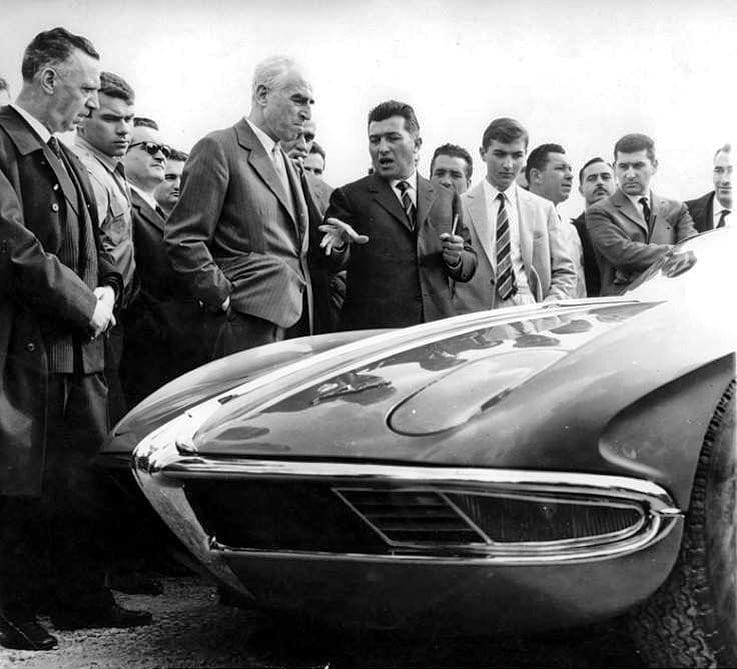
Ферруччо Ламборгини дискуссирует с автомобильным журналистом Джованни Канестрини о 350 GTV.

350 GT унаследовал ряд конструктивных особенностей прототипа 350 GTV, включая независимую подвеску всех колёс, 3,5-литровый двигатель V12 с двумя клапанами на цилиндр собственного производства и алюминиевый кузов. Ряд технических изменений и усовершенствований был внесён благодаря предложениям сотрудников гоночной автомастерской Neri & Bonacini и водителя-испытателя Боба Уоллеса. Кузов GTV был переработан компанией Carrozzeria Touring Superleggera, в результате чего оригинальный профиль автомобиля сохранился, но машина приобрела другой внешний вид. Наиболее заметной стала замена выдвижных фар прототипа на обычные у серийного автомобиля.
Разработанный Джотто Биззаррини 3,5-литровый V12 в том виде, в котором он был установлен на прототипе 350 GTV, был по сути гоночным двигателем, потенциально способным развивать 400 л. с. (300 кВт) при 11 000 об/мин. Для того, чтобы двигатель 350 GT стал более плавным и долговечным, не требовал вмешательств первые 70000 км, Ферруччо попросил Даллару и Уоллеса переделать двигатель прототипа GTV для городской эксплуатации. Модернизация включала в себя:

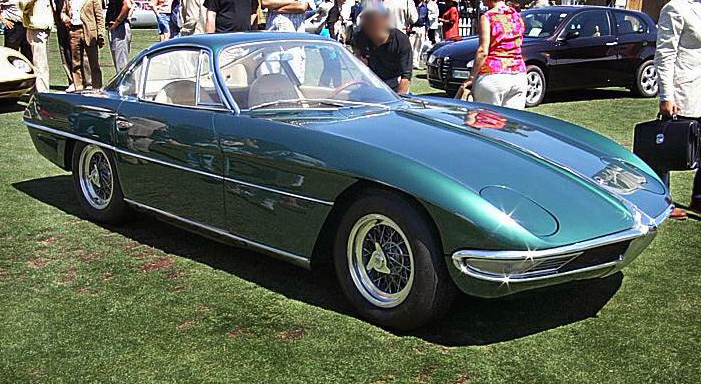
Lamborghini 350 GTV спереди

- Замену сложной и дорогостоящей гоночной системы смазки с сухим картером на обычную систему с мокрым картером.
- Снижение степени сжатия с 11,0:1 и выше до 9,4:1.
- Сокращение применения экзотических материалов, требуемых для коленчатого вала и других компонентов автомобиля, чтобы снизить общие затраты.
- Перемещение распределителей в более легкодоступные места на передней части выпускных распределительных валов.
- Использование одного большого масляного фильтра производства Lamborghini.
- Замену дорогих 36-миллиметровых гоночных карбюраторов Weber с нисходящей тягой на обычные и недорогие 40 DCOE с боковой тягой. Это позволило сделать линию капота достаточно низкой, как хотел Ферруччо.
- Сглаживание профилей кулачков двигателя для более плавного хода автомобиля во время езды по городу[12].

Этот первый «отлаженный» двигатель L350 был испытан 3 октября 1963 года. Данная силовая установка помещённая в кузов 350 GT обладала мощностью в 284 л. с. и разгоняла автомобиль до максимальной скорости в 254 км/ч при оптимальных условиях.
В то время, когда конструктивные работы над 350 GT продолжались, прототип 350 GTV был быстро подготовлен для предстоящей пресс-конференции 26 октября и последующего открытия Туринского автосалона 30-го числа. 350 GTV был показан на автосалоне в Турине с оригинальным «гоночным» двигателем V12 от Биззаррини (у которого были карбюраторы Weber с нисходящей тягой) На автосалоне двигатель стоял около 350 GTV, поскольку в тот момент не был адаптирован к шасси. Кузов был статичным, рычаги подвески были просто приварены. Недостаточно тёплая реакция публики на автомобиль заставила Ферруччо Ламборгини отложить планы по немедленному производству и перейти к внедрению нового дизайна 350 GT от Даллары.
В марте 1964 года, всего через 5 месяцев после дебюта GTV в Турине, на автосалоне в Женеве дебютировал модернизированный GTV, который теперь назывался 350 GT. Он был встречен с достаточным энтузиазмом, поэтому Ферруччо решил запустить серийное производство автомобиля в мае этого же года.

### Изготовление и сборка

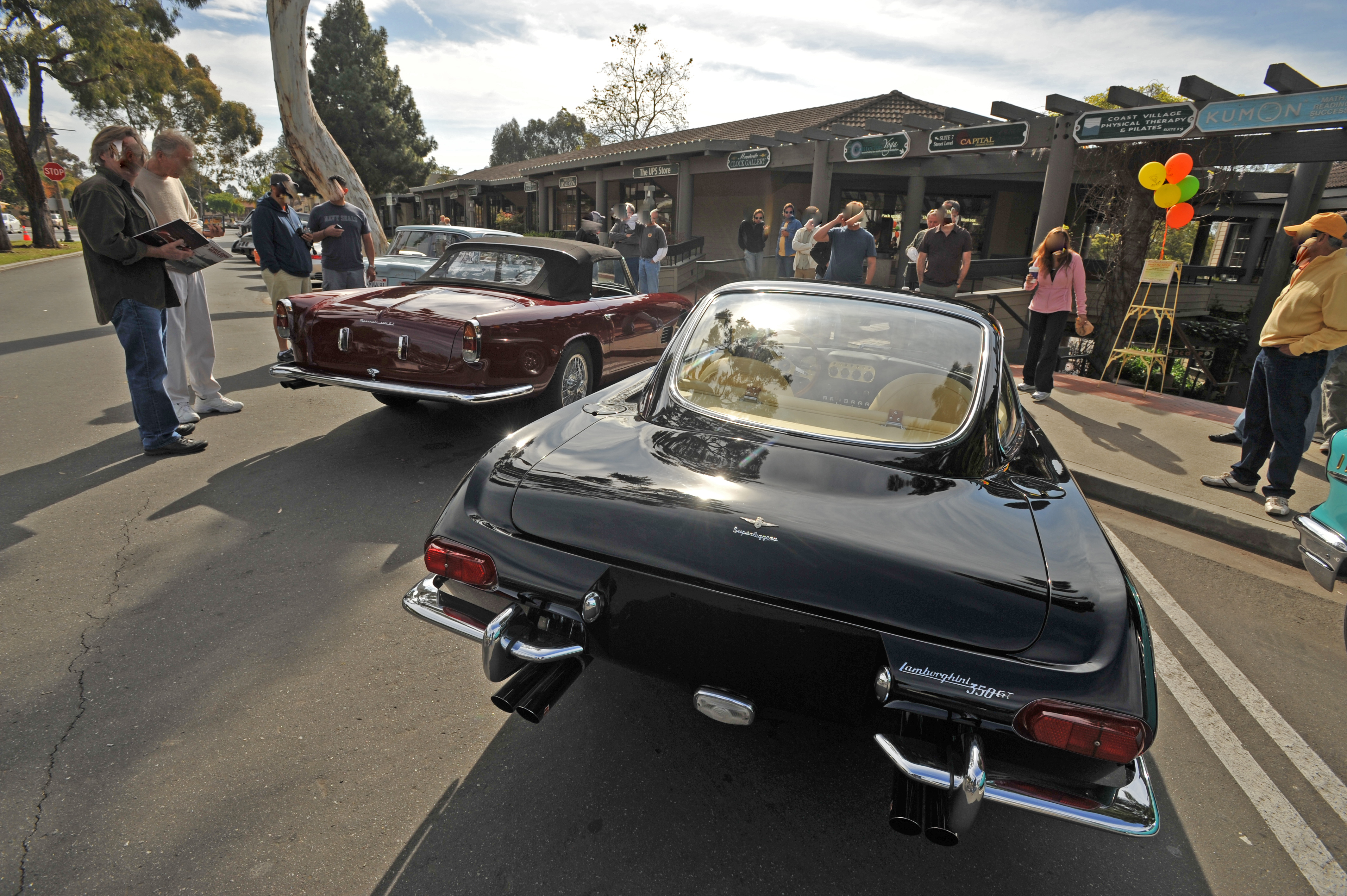
Lamborghini 350 GT сзади

Изготовление кузовов было поручено компании Carrozzeria Touring, которая использовала свой запатентованный метод Superleggera для крепления панелей из алюминиевого сплава к трубчатой конструкции шасси. Первые шасси 350 GT были изготовлены сотрудниками гоночной автомастерской Neri and Bonacini, которая в тот момент выступала в качестве поставщика шасси для Lamborghini. После начала активного производства 350 GT, работа над шасси была передана автомастерской Marchesi & C. Кузова устанавливались на шасси в Carrozzeria Touring, а затем в полной сборке (даже с установленными бамперами) доставлялись на завод Lamborghini. Автомобили можно было заказать в нескольких цветах.
Первое шасси с установленным кузовом было доставлено на завод Lamborghini 9 марта 1964 года, автомобиль получил номер 101 (Touring No. 17001). В том же месяце № 101 дебютировал на Женевском автосалоне. Первая серийная версия 350 GT была доставлена до клиента 31 июля 1964 года, автомобиль имел номер 104 (Touring No. 17004). Производство росло медленно, несмотря на первоначальную цель изготовления по 10 автомобилей в неделю, в 1964 году заказчикам было поставлено менее 25 машин.
Стоимость 350 GT в Италии равнялась сумме эквивалентной 13 900 долларов. Всего было выпущено сто двадцать автомобилей модели 350 GT, в 1966 году ей на смену пришла модель 400 GT. Многие 350 GT были впоследствии оснащены более крупным 4,0-литровым двигателем, используемым в 400 GT, поскольку этот двигатель имел большую мощность и лучшую распространённость запчастей. Такие 350 GT называются Lamborghini 400 GT (Interim) или просто 400 GT.

## Технические характеристики

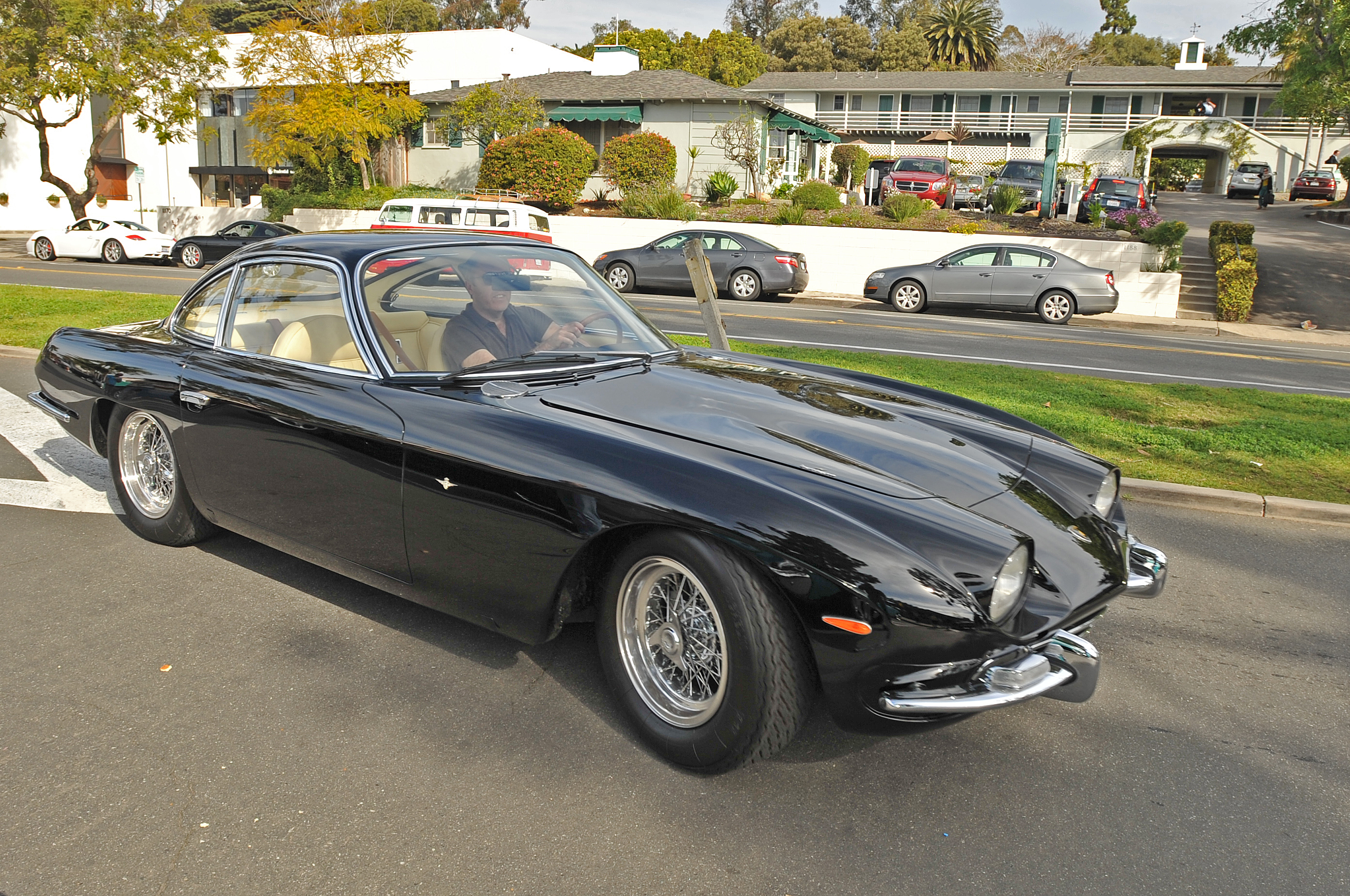
1965 Lamborghini 350 GT

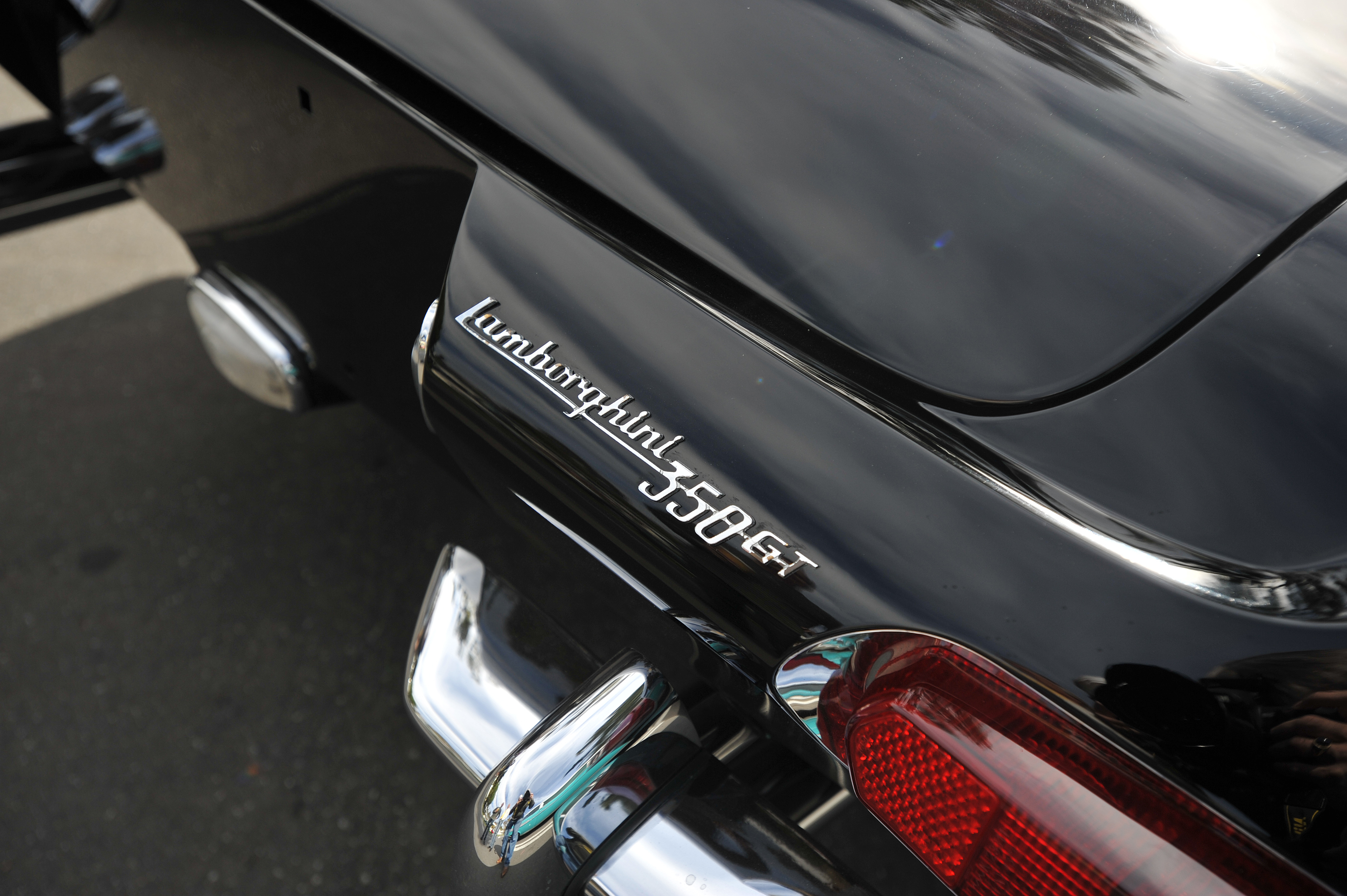
Детали задней части Lamborghini 350 GT

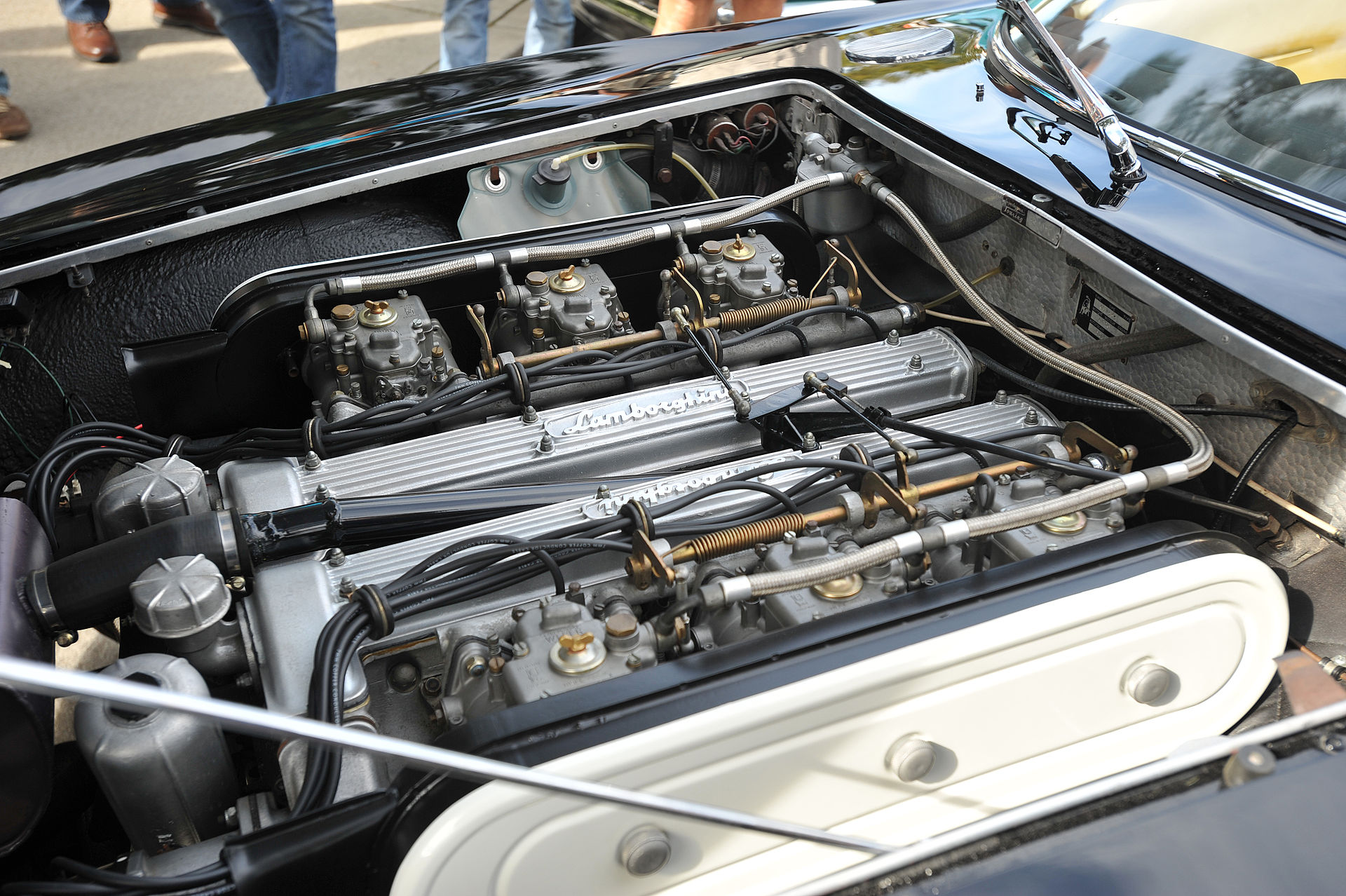
Двигатель Lamborghini 350 GT

350 GT был оснащён полностью алюминиевым двигателем V12 объёмом 3,5 л и мощностью 284 л. с., совмещённый с пятиступенчатой механической коробкой передач ZF и дифференциалом повышенного трения типа Salisbury. Эта силовая установка приводила в движение задние колёса и разгоняла 350 GT с места до 100 километров в час за 6,9 секунды, а от 0 до 161 км/ч за 17 секунд. Максимальная скорость 350 GT достигала отметки в 254 километра в час, также он способен пройти четверть мили за 14,9 секунды. На автомобиль устанавливались 72-спицевые диски, шины Pirelli Cinturato HS и двухконтурные дисковые тормоза от компании Girling на все колёса с гидравлическим приводом.

### Шасси
Как и в случае с двигателем, конструкция шасси Биззаррини на прототипе GTV была основой для шасси Даллары на 350 GT. Шасси GTV не подходило для городской эксплуатации из-за его лёгкой конструкции и небольших дверных проёмов, которые были частично перекрыты трубами. Для производства шасси 350 GT Даллара использовал стальные трубы диаметром 60 мм квадратного сечения, а также передние и задние подрамники, изготовленные из труб диаметром 50 мм и 25 мм. Такая конструкция предоставляет лёгкий вход и выход водителя, помогает снизить внешние шумы и обеспечивает прочную платформу для крепления кузова.

### Подвеска
Подвеска была полностью независимой с двойными поперечными рычагами и койловерами. Койловеры задней подвески размещались с обратной стороны от креплений рычагов подвески. Поперечные рычаги задней подвески были асимметричными спереди и сзади, со смещением, которое приводило ступицы задних колёс к пружинным креплениям. Такое расположение обеспечивает повышенное сопротивление кручению и улучшенную устойчивость при ускорении и торможении. Стабилизаторы поперечной устойчивости были установлены спереди и сзади.

### Двигатель
Контроль качества первых выпущенных двигателей L350 был очень тщательным. Каждый из них проходил тесты в течение 24 часов на динамометре, чтобы выявить неисправности, нежелательные вибрации и т. п. В течение первых 12 часов производилась холодная обкатка двигателей (без использования топлива — от внешнего электродвигателя), а затем двигатели работали на бензине, на возрастающих мощностях, производя 284 л. с. (209 кВт) при 6500 об/мин и 325 Н·м крутящего момента при 4500 об/мин. Также были проведены подробные анализы их поведения на протяжении не менее 500 километров смешанного теста, выполненного Уоллесом.

## Специальные версии и прототипы

### 350 GTS
Lamborghini 350 GTS — это версия 350 GT с кузовом родстер, впервые показанная в ноябре 1965 года на Туринском автосалоне. Первоначально было построено всего два автомобиля: чёрный 350 GTS с жёсткой крышей был выставлен на стенде Touring, а золотой GTS с мягкой крышей на стенде Lamborghini. В оригинальную конструкцию 350 GT были внесены относительно небольшие изменения: снята крыша, а также изменены окна и форма багажника, у которого появилось место для хранения крыши. Приборная панель и центральная консоль на этих GTS также были изменены. Компания Lamborghini планировала запустить в производство ещё и хардтоп, который был разработан Carrozzeria Touring, однако вскоре после этого Touring имела сложный для компании период, поэтому было произведено всего два GTS из которых только один был с жёстким верхом. К тому же Ферруччо хотел создать тихий, всепогодный автомобиль с максимальной производительностью, а кабриолет не совсем подходил к этим критериям.
Автомобиль № 0325 золотого цвета имел двигатель № 0304, тёмно-коричневый салон и был отреставрирован в Nocciola Metalizzato Nitro. Этот GTS был зарегистрирован в Милане, Италия и 30 марта 1966 года отправлен в Нью-Йорк, США. Автомобиль был перекрашен в белый цвет и оснащён сдвоенными фарами, как у 400 GT 2 + 2. В 1979 году он был выставлен на продажу Эдом Ульрихом за 39 000$. Этот 350 GT с нестандартным модельным значком «350 GTS» был продан коллекционеру Аль Бертоне, который держал его в гараже почти 30 лет. В 2013 году водитель Lamborghini Валентино Бальбони восстановил его обратно к оригинальному состоянию для швейцарской коллекции автомобилей Альберта Шписса. Работы были выполнены в течение шести месяцев.
Автомобиль № 0328 чёрного цвета с кузовом хардтоп имел двигатель № 0283 и салон в тонах зелёного цвета. Этот GTS был показан в 1966 году на автосалоне в Барселоне с испанскими номерами. В 1972 году машина перешла к другому владельцу и была перекрашена в красный цвет. Автомобиль выставлялся на продажу в английском журнале «Thoroughbred & Classic Cars» с апрельского номера 1980 года и до декабрьского номера 1981 года. Первый владелец из Испании продал автомобиль принцу Аль Тани. Позже, в конце 1980-х, машина была отправлена на завод для полной реставрации, где ей был возвращён первоначальный чёрный цвет. В 2009 году автомобиль находился в Швейцарии.
Автомобиль № 0160 имел двигатель № 1395. Он был изготовлен как модель 350 GT, но в 1982 году на заводе Lamborghini был переоборудован в 350 GTS для клиента из Франции. Об этом третьем оригинальном GTS практически ничего неизвестно.

### 3500 GTZ

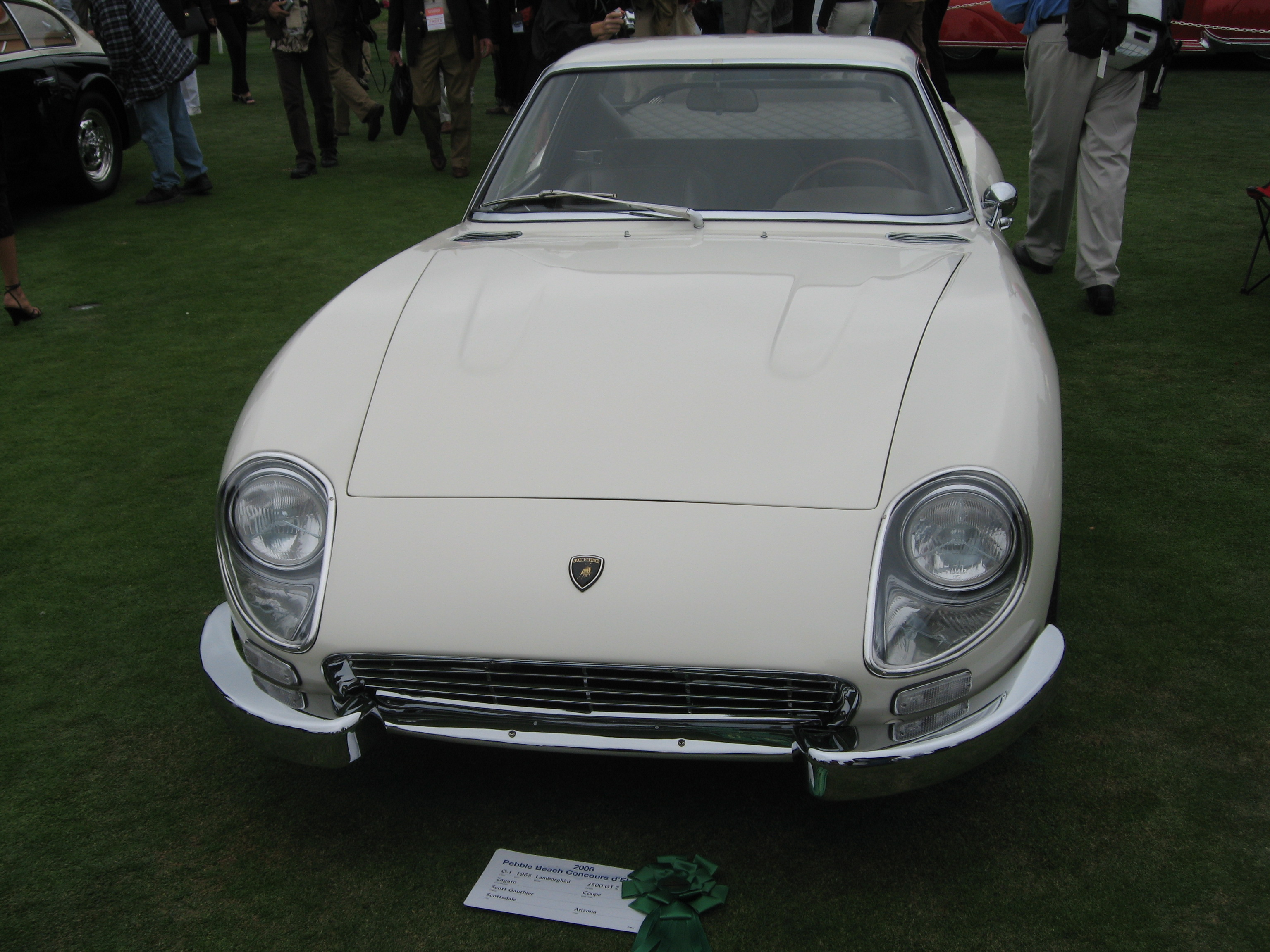
Lamborghini 3500 GTZ спереди

Предложение о создании специального кузова на базе недавно появившегося 350 GT поступило в Lamborghini от компании Zagato по просьбе Джерино Джерини. В то время компания Zagato была одной из самых успешных итальянских компаний по производству кузовов, имея за плечами 46 лет сотрудничества с такими престижными брендами, как Aston Martin, Ferrari и Porsche. Дизайнеру Эрколе Спаде было поручено разработать более компактный и обтекаемый кузов, но при этом сохраняя типичные характеристики Gran Turismo. Автомобиль № 0310 представленный на Лондонском автосалоне получил лестные отзывы прессы и общественности, но после двух прототипов производство остановилось, поскольку руководство Lamborghini не было уверено в успехе GTZ. По другой версии, основная причина отказа компании Lamborghini в серийном производстве 3500 GTZ была в том, что в этом же году на автосалоне в Турине дебютировало шасси будущей спортивной модели Lamborghini: Miura и надобности в ещё одном спорткаре у компании не было.

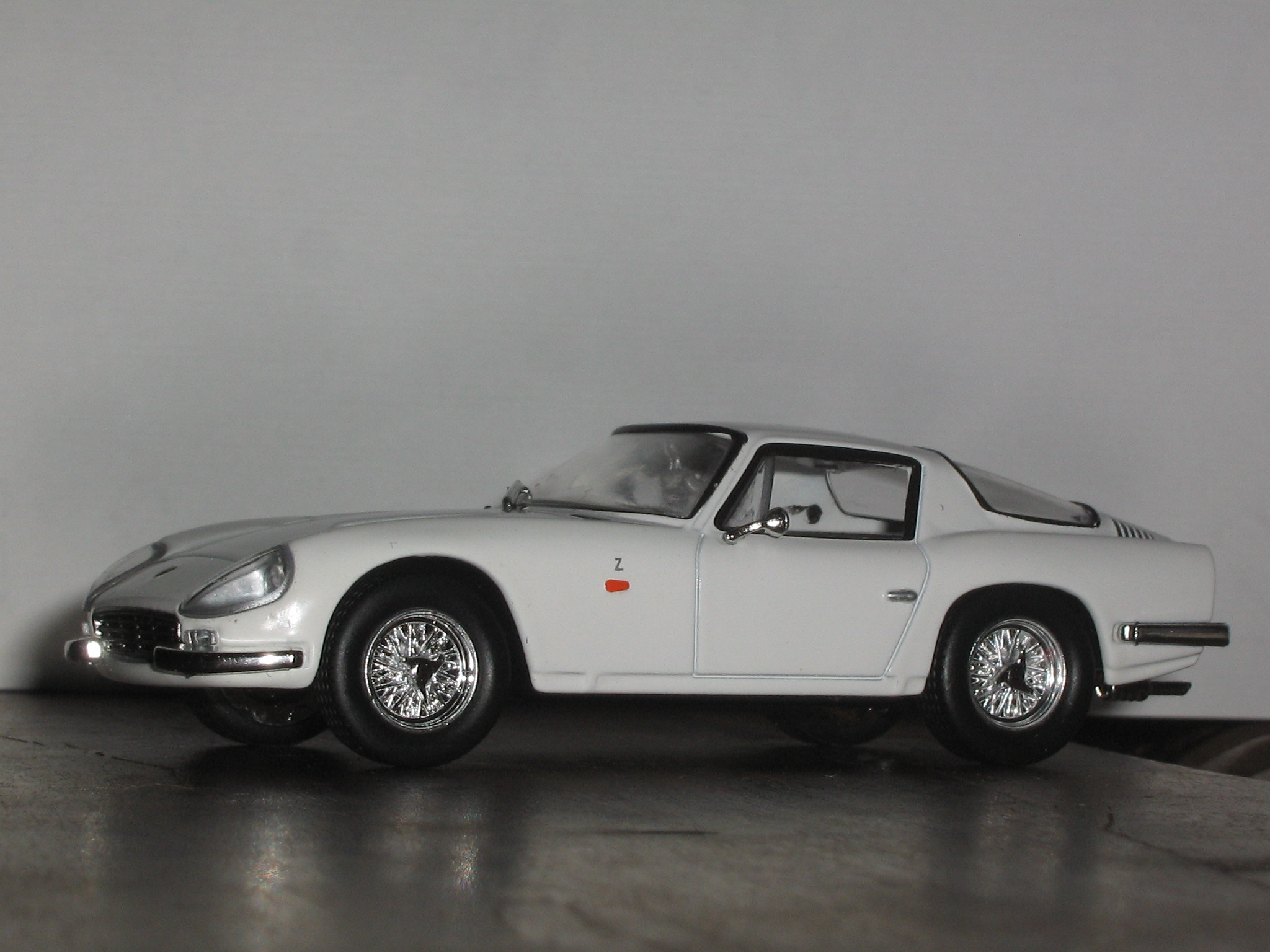
Модель 3500 GTZ в масштабе 1/43

Автомобиль № 0310 белого цвета имел двигатель № 0301 и салон чёрного цвета. № 0310 был представлен на Лондонском автосалоне 1965 года и продан экс-гонщику Джерини, который перекрасил его в красный цвет и переместил руль с левой стороны на правую. В 1999 году автомобиль был продан немецкому коллекционеру и подвергнут восстановлению в оригинальное состояние. Этот автомобиль был выставлен в 2008 году на конкурсе элегантности в Пеббл-Бич вместе с 350 GT в присутствии Валентино Бальбони.
Автомобиль № 0320 серебристого цвета имел двигатель № 0228. На заводе компании Zagato этим автомобилем смог поуправлять Паоло Станцани. Предполагается, что этот экземпляр был продан в США и уничтожен там в результате крупного дорожно-транспортного происшествия.
Элементы дизайна 3500 GTZ, такие как длинный передок, малозаметное «лежащие» заднее стекло и усечённый «задок», характерны для компании Zagato. Автомобиль имел передние обтекатели, круглые задние фонари и небольшие съёмные бамперы, как у гоночных автомобилей. Лобовое стекло было слегка наклонено для улучшения комфорта в салоне. Чтобы придать автомобилю больше манёвренности, разработчикам пришлось укоротить шасси 350 GT на 100 мм. На Лондонском автосалоне автомобильные журналисты заметили, что у автомобиля с номером шасси 0310 мощность была увеличена до 320 л. с., что слишком много для двигателя 350 GT, способного максимально развить только 284 л. с. Вскоре представители компании Zagato сообщили автомобильным журналистам, что это новый двигатель объёмом 4 литра, который придёт на смену 3,5-литровому и будет устанавливаться на модели 400 GT.